# José Oscar Bernardi
José Oscar Bernardi (Monte Sião, 20 de junho de 1954) é um ex-futebolista brasileiro que atuava como zagueiro.
Formou com Dario Pereyra uma das maiores duplas de zaga da história do São Paulo, ajudando o clube a conquistar quatro Campeonatos Paulistas e um Campeonato Brasileiro em sete anos. Foi capitão do Tricolor e da Seleção Brasileira. Ele fez 59 jogos pela Seleção Brasileira assim atualmente é o 6º zagueiro com mais jogos.

## Carreira
Mesmo com pouca habilidade com a bola nos pés, Oscar foi um dos zagueiros que mais brilhou na história do São Paulo, formando, ao lado de Darío Pereyra, uma dupla de zaga considerada por muitos como a melhor da história do clube. Começou nos juvenis do Guarani, mas em 1972 foi levado por Mário Juliato para a Ponte Preta. Lá estreou no profissional e se destacou a ponto de ser convocado para a Seleção Brasileira juvenil que foi campeã sul-americana em 1974. No ano seguinte, o Jornal da Tarde destacou um comentário a seu respeito: "É impressionante a sua capacidade de roubar a bola do adversário sem cometer faltas."
Com boas atuações, frequentemente era cogitado como reforço para os times da capital. Em 1975, a Ponte Preta cogitou vender seu passe ao Palmeiras. Inicialmente, a Ponte dizia que ele era inegociável, depois estabeleceu um preço de 1,5 milhão de cruzeiros, até chegar a oitocentos mil cruzeiros, mais os passes de dois ou três jogadores. A diretoria palmeirense, entretanto, considerou a pedida alta. No dia seguinte, o valor tinha subido novamente. "Oscar é um excelente zagueiro e seu passe foi fixado em dois milhões de cruzeiros", explicou um dirigente ponte-pretano. "Não haverá redução, pois nossa intenção é conservar o jogador." Mesmo recebendo cerca de nove milhões de cruzeiros pelos passes dos recém vendidos Luís Pereira e Leivinha, o Palmeiras acabou não contratando o jogador. Segundo o JT, o aumento do preço poderia ter a ver justamente com a venda do passe do também zagueiro Luís Pereira.
Antes do Paulistão de 1977, a Ponte pediu apenas seiscentos mil cruzeiros ao mesmo Palmeiras pelo passe de Oscar, mas a proposta não foi aceita pelo clube paulistano. Diante da indecisão do Palmeiras, o preço foi subindo ao longo do campeonato, em que a Ponte foi vice. Nesse mesmo ano, em 31 de maio, o zagueiro foi convocado pela primeira vez para a seleção principal, que disputaria as Eliminatórias para a Copa do Mundo de 1978, na Argentina, mas não entrou em campo. Defenderia pela primeira vez a Seleção em 1 de abril de 1978, em amistoso contra a França, e falhou no gol de Michel Platini que deu a vitória aos franceses por 1 a 0.
Ao ser convocado para a Copa, ganhou a posição, foi titular e chamado de "uma das maiores expressões da equipe brasileira [naquela Copa]". "Quando fui convocado, não esperava muita coisa", contou ele à revista Placar, em abril de 1979. "Já ir à Argentina era muito bom. Para um jogador do Interior, isso já era demais. Não esperava ser convocado para a Seleção jogando pela Ponte." Àquela altura, tinha renovado seu contrato, e seu passe passou a valer dois milhões de cruzeiros. O Cruzeiro quis pagar a quantia, e o jogador até assinou contrato com os mineiros, mas a Ponte Preta conseguiu impedir a transação graças à Lei do Passe.
Durante o Campeonato Paulista de 1978, o presidente do Corinthians, Vicente Matheus, dizia a quem quisesse ouvir que Oscar já estava contratado e seria anunciado após o torneio, que se estendeu pelo ano de 1979, mas nem o jogador nem a Ponte confirmaram, e a história morreu. Nessa época, era considerado o melhor zagueiro central do Brasil, e a zaga que formava com Amaral (que tinha sido seu colega nos juvenis do Guarani) na Seleção era considerada a ideal. No Paulistão seguinte, ficou novamente com o vice-campeonato e logo depois foi vendido para o Cosmos, de Nova York, por 16,5 milhões de cruzeiros, o que ajudou a Ponte a aliviar seus problemas financeiros. "Eu gostaria muito de poder continuar aqui na Ponte", disse, antes de a negociação se concretizar. As negociações com o time estadunidense já se arrastavam desde o primeiro semestre, e quase foram interrompidas quando um suposto representante do Olympique de Marselha apareceu, em agosto, com uma proposta ainda melhor, mas tudo não passava de conto do vigário.
Não ficou mais que sete meses nos Estados Unidos, onde sentiu falta da família, estranhou do idioma ao clima e viu os "brasileiros do Cosmos" (generalização do próprio Oscar, que não quis citar nomes) dizer até que ele estava com "problemas possicológicos". Em 23 de julho de 1980 voltou ao Brasil, mas para defender o São Paulo, comprado com o superávit do time, especialmente depois da saída de Aílton Lira, vendido para a Arábia Saudita cinco meses depois de chegar, por um preço cinco vezes maior do que o pago ao Santos. Com um salário que comparou ao que recebia no Cosmos, passou a ser "um dos jogadores mais bem pagos do futebol brasileiro". Seu primeiro jogo oficial foi no início do returno do Campeonato Paulista: já com a faixa de capitão, ele ajudou o tricolor a golear o rival Corinthians por 4 a 0. Cinco dias antes, em um amistoso contra o também rival Palmeiras, ele tinha estreado com a nova camisa, e o placar terminara com os mesmos 4 a 0. O time embalou. Só decidiria o título se vencesse o segundo turno. Venceu-o e sagrou-se campeão paulista com duas vitórias por 1 a 0 sobre o Santos. Como capitão, levantou a taça: ele seria o capitão de praticamente todos os times do São Paulo até deixar o clube.
No ano seguinte, o vice-campeonato brasileiro e o bicampeonato paulista, este previsto com quase três meses de antecedência. "Vamos ser campeões paulistas", garantiu, ainda no segundo turno do campeonato, à Placar. O time cumpriu a promessa de seu zagueiro, mas sem ele, que sofreu uma contusão na virilha e ficou fora da reta final, sendo substituído por Gassem. A contusão foi tão séria que ele pensou até em aposentar-se.
Recuperado, foi convocado para a Copa do Mundo de 1982, na Espanha. Jogou bem, sem cometer uma única falha, mas o Brasil foi eliminado pela Itália nas quartas-de-final. "Nosso time é superior ao deles", lamentou o zagueiro depois da partida. Por pouco Oscar não foi herói naquele jogo, marcando o que seria o gol da classificação: nos últimos minutos, acertou uma cabeçada que foi aparada em cima da linha pelo goleiro italiano Dino Zoff. Logo após a Copa, o São Paulo contratou um novo técnico, José Poy, o mesmo com quem já tinha sido campeão paulista em 1975. Oscar tinha opinião formada sobre o novo comandante. "Ele não gosta de perder, e isso é muito bom", comentou. "Já andei perdendo muito nestes últimos dois anos. Cheguei à conclusão de que o jogador brasileiro precisa ser tratado com dureza, pois ainda não está suficientemente preparado para ser tratado de outra maneira."
Mas o São Paulo seguiu perdendo. Novo título, só em 1985, quando foi garoto-propaganda da marca Ovomaltine., e foi campeão paulista, desta vez como um dos veteranos em um time montado basicamente com jovens promessas. Oscar quase ficou de fora da decisão, pois tinha contraído uma infecção intestinal dois dias antes e na preparação para o jogo ficou deitado em uma maca no departamento médico o tempo inteiro.
Foi convocado para a Copa do Mundo de 1986, no México, mas desta vez ficou na reserva, apesar de ter sido o capitão da Seleção em todos os amistosos daquele ano, menos em um. Suas atuações não vinham agradando, e Júlio César ganhou a posição. Oscar não entraria em campo naquela Copa. O amistoso contra o Chile, em 7 de maio, o último oficial antes da Copa, seria sua última partida oficial com a camisa amarela. A convivência com a Seleção no México rendeu ao menos um dividendo para o São Paulo: o ponta Edivaldo pediu ao zagueiro que intermediasse sua contratação junto ao Atlético-MG. No começo do ano seguinte, o ponta chegaria ao Morumbi.
Como no final de 1985, a sombra de uma contusão na reta final, desta vez no tornozelo, voltou no Campeonato Brasileiro de 1986. Oscar contundiu-se em novembro, e os médicos do time prometiam que ele seria liberado logo, mas ele só voltaria depois das férias que paralisaram o campeonato em janeiro. O problema é que Wágner Basílio estava jogando bem, e o técnico Pepe preferiu não mexer no time, que estava fazendo boa campanha. Sem ele no time titular, o São Paulo levou o título brasileiro na final contra o Guarani. "Isso acontece, e tive de ser tolerante para não prejudicar o grupo nos jogos decisivos", lamentou Oscar, que completava: "Não vou mais aceitar a reserva. Sou importante para o clube dentro de campo. Quero uma solução: ou resolvem o caso ou vendem meu passe."
A situação piorou com a volta do técnico Cilinho, que tinha comandado o time na conquista de 1985. Os dois se desentenderam, e Oscar voltou a frequentar o banco. De acordo com José Carlos Serrão, auxiliar de Cilinho, Oscar exerceria uma "liderança negativa". Depois de uma derrota para o Juventus por 2 a 0, em 6 de junho, que marcou nove partidas sem vitória, o técnico elegeu o zagueiro como bode expiatório e disse que ele iria perder o lugar para o então novato Adílson. Isso revoltou Oscar, que pediu a rescisão de seu contrato no dia seguinte. Saiu criticando bastante seu novo desafeto: "Com Cilinho não trabalho mais. Ele voltou ao clube para fazer uma limpeza. Sou apenas o primeiro nome de sua lista." Darío Pereyra seria o próximo, de acordo com Oscar.
Ele pensou em abandonar a carreira, algo que tinha passado por sua cabeça alguns dias entes, quando do amistoso contra o Napoli, mas desistiu da ideia e antes do fim de junho já tinha uma oferta do Nissan Motors FC, do Japão. Sua contratação foi anunciada em 29 de junho, e ele teria apartamento, carro e escola para a filha pagos pelo clube, para um contrato a princípio de um ano a partir de outubro. Oscar foi um dos primeiros brasileiros a chegar ao futebol japonês, chamado para dar início a um trabalho de base, às vésperas da popularização do esporte no país. Virou ídolo da torcida japonesa. Ao encerrar a carreira, seguiu como técnico naquele país.

## Técnico
Oscar foi contratado, em 1991, para ser o auxiliar técnico do São Paulo e deveria substituir Telê Santana no final daquele ano, quando o veterano treinador pretendia aposentar-se. Ele comandou a equipe são-paulina na Taça São Paulo de Juniores, em janeiro do ano seguinte, mas permaneceu descontente com sua situação. No final de fevereiro, acabou por pedir demissão. "Ficar no São Paulo só para dizer que estou no São Paulo, eu não quero", disse. "Prefiro desligar-me a continuar num trabalho que não me satisfaz. Se houvesse uma garantia por escrito de que, daqui a seis meses, eu seria o técnico, eu ficaria. Mas acho melhor desligar-me do clube."
Em 1992 assumiu a Inter de Limeira onde ficou pouco tempo, posteriormente no início de 1994, assumiu o comando técnico do Guarani para o Campeonato Paulista, mas já estava fora no Campeonato Brasileiro, em que o time ficou na terceira colocação. No início de 1997, treinou o Cruzeiro por cinco partidas, incluindo a primeira da campanha que culminaria com a conquista da Taça Libertadores da América de 1997 e os três primeiros jogos do time na campanha que lhe valeria o Campeonato Mineiro. Treinou ainda os times sauditas Al-Ittihad, Al-Shabab, e Al-Hila.

## Empresário
Idealizou o Brasilis Futebol Clube em Águas de Lindóia para trabalhar com jovens jogadores estrangeiros.

## Títulos
São Paulo
- Campeonato Paulista: 1980[43], 1981, 1985[44], 1987
- Campeonato Brasileiro: 1986

Nissan Motors
- Campeonato Japonês: 1988, 1989

### Individual
- Bola de Prata: 1977